# Эггинк, Иван Егорович
Иван Егорович Эггинк (Johann Leberecht Eggink, (1784—1867) будучи незаконнорождённым сыном дворянина нем. Friedrich Diedrich Freiherr Knigge (1748–1803), использовал псевдоним от фамилии отца, записанной справа налево Knigge) — исторический живописец и портретист. Академик Императорской Академии Художеств в Санкт-Петербурге.

## Биография
И. Эггинк — балтийский немец, уроженец Курляндии. В 1811—1812 гг. учился в Дерпте у П. Ф. Тильекра. в 1813—1814 гг. посещал художественные классы Императорской Академии Художеств в качестве вольноприходящего ученика. В этот период он вступил в масонскую ложу.
В 1816 году вместе с живописцем Густавом Адольфом Гиппиусом предпринял пешее путешествие по Европе.
После того, для продолжения своего образования, занимался в Дрездене, Берлине, Бонне, Мюнхене и Италии преимущественно исторической живописью, и в 1822 году в Вероне, где находился тогда император Александр I по случаю конгресса, представил этому государю несколько своих произведений («Великий князь Владимир избирает религию», копии с картин «Положение во гроб» Рафаэля, и «Даная» Тициана, семнадцать миниатюр, по большей части копии с портретов знаменитых людей). Эти работы были приобретены императором, а их исполнителю назначен пенсион из казны для шестилетнего пребывания в Риме.
Возвратившись в Россию в 1829 году, получил от академии (в 1833 году) звание неклассного художника и в 1834 году, за портрет баснописца Ивана Крылова (находится в конференц-зале академии), титул академика. Затем он жил в Митаве, где с 1837 по 1858 гг. состоял учителем рисования в гимназии.

## Работы
Из его оригинальных работ, кроме вышеупомянутой «Великий князь Владимир избирает религию», известны: «Смерть маркиза Позы», «Улисс и Навсикая» (в курляндском музее, в Митаве), «Высадка Юлия Цезаря в Британии» (куплена одним шотландским дворянином), «Девушка из Альбано», «Римлянка» и несколько очень хороших портретов.

## Галерея

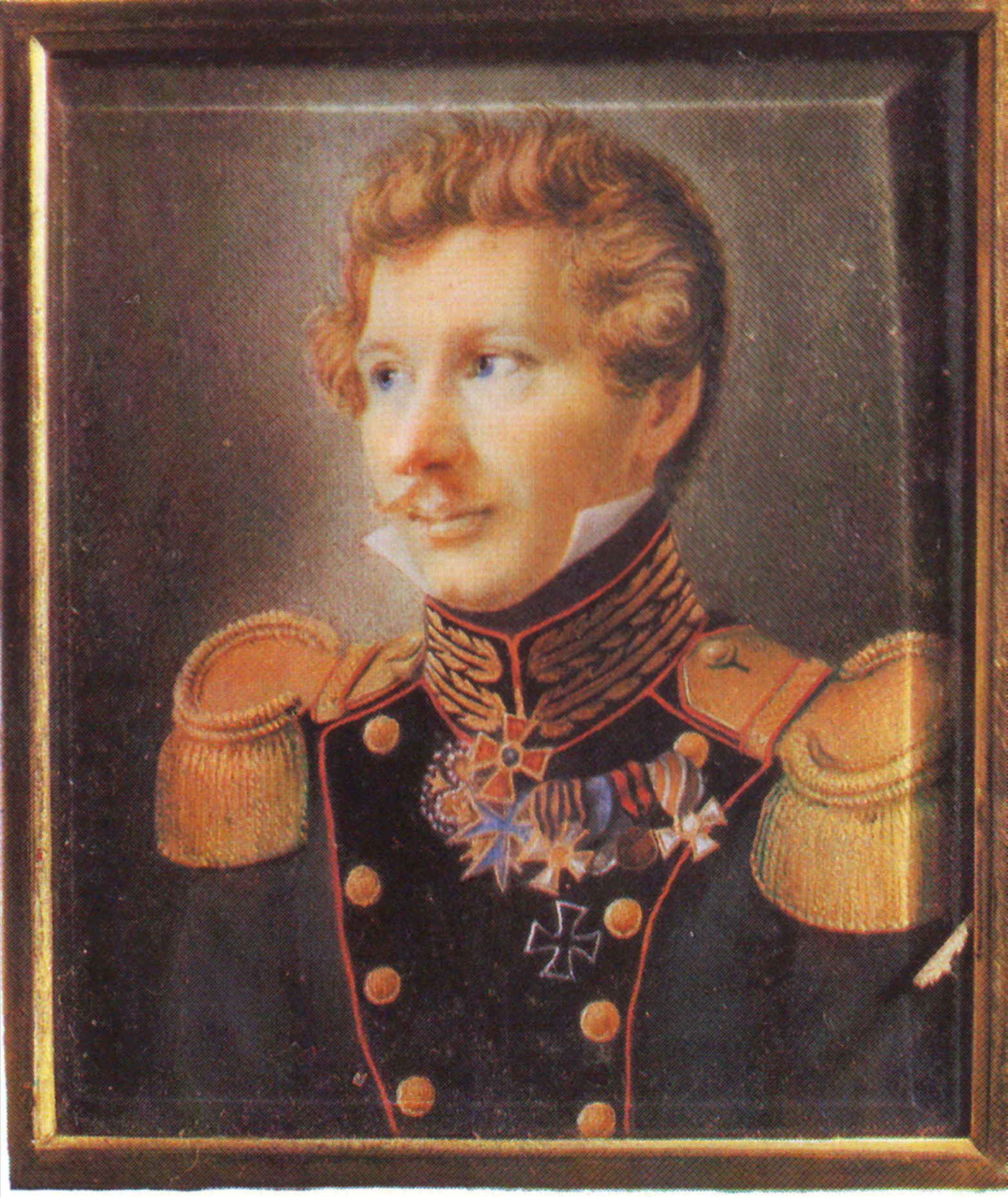
Антон Антонович Бистром
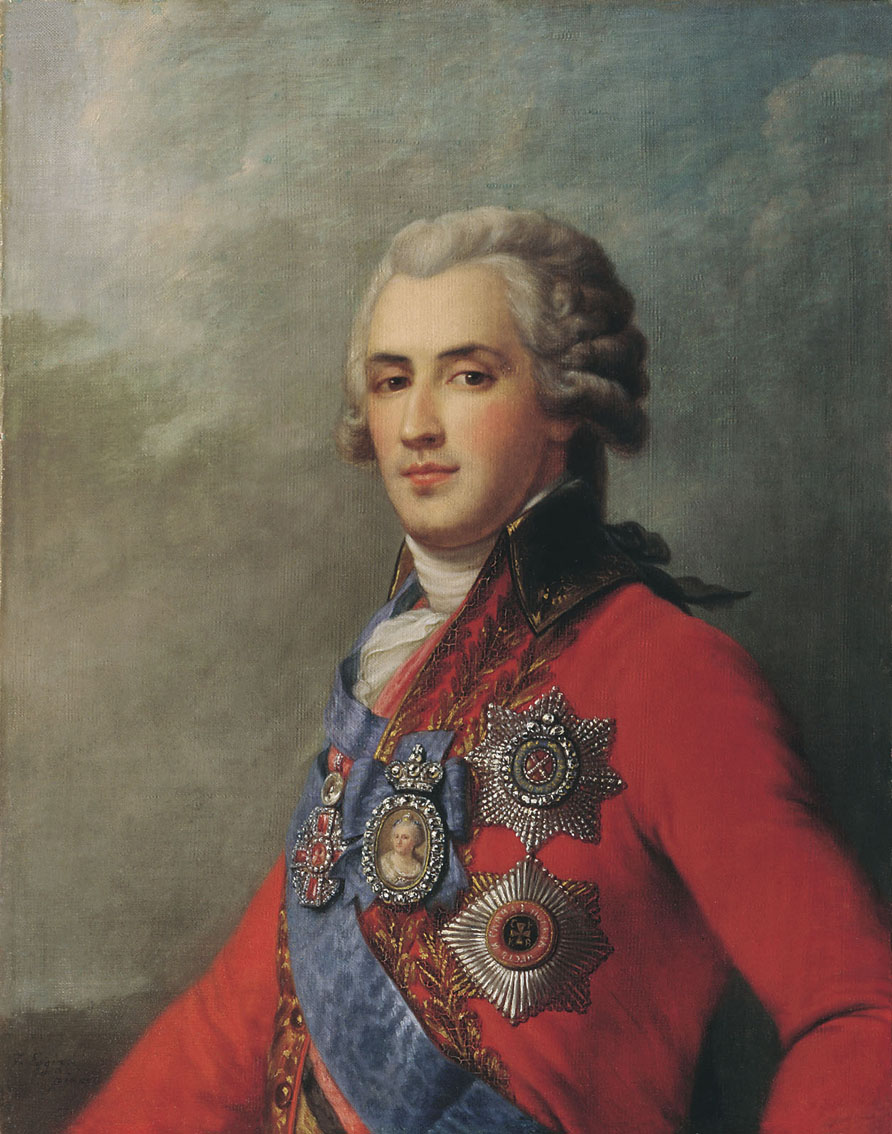
Платон Александрович Зубов
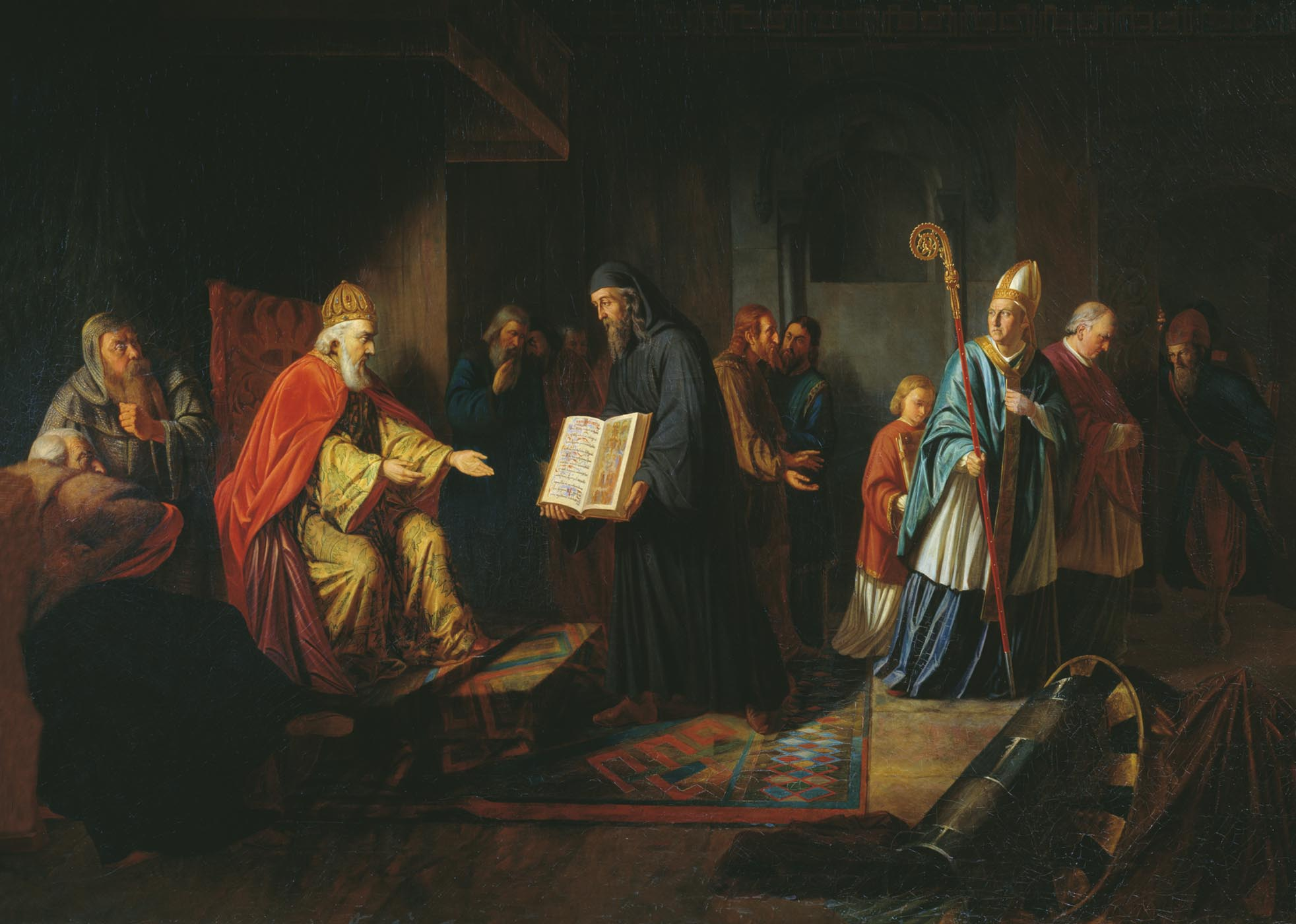
Великий князь Владимир избирает религию